# Gleb Brussenskiy
Gleb Brussenskiy (Kokshetau, 18 de abril de 2000) es un ciclista kazajo que fue profesional entre 2019 y 2024.

## Biografía
En 2019 y 2020 corrió con el equipo continental Vino-Astana Motors. En 2021 dio el salto a la máxima categoría con el equipo Astana-Premier Tech.
En marzo de 2022 se proclamó campeón asiático sub-23 en ruta por delante de dos compatriotas.

## Palmarés
2022
- 3.º en el Campeonato de Kazajistán en Ruta

2023
- Campeonato Asiático en Ruta

2024
- 3.º en el Campeonato de Kazajistán Contrarreloj
- 2.º en el Campeonato de Kazajistán en Ruta

## Resultados en Grandes Vueltas y Campeonatos del Mundo
| Carrera         | Carrera         | 2019 | 2020 | 2021 | 2022 | 2023 | 2024  |
| --------------- | --------------- | ---- | ---- | ---- | ---- | ---- | ----- |
|                 | Giro de Italia  | —    | —    | —    | —    | —    | —     |
|                 | Tour de Francia | —    | —    | —    | —    | —    | —     |
|                 | Vuelta a España | —    | —    | —    | —    | —    | 124.º |
| Mundial en Ruta | Mundial en Ruta | —    | —    | —    | —    | Ab.  | Ab.   |

―: no participa
Ab.: abandono

## Equipos
- Vino - Astana Motors (2019-2020)
- Astana (2021-2024)
  - Astana-Premier Tech (2021)
  - Astana Qazaqstan Team (2022-2024)